# Zastolje
Zastolje is een plaats in de gemeente Konavle in de Kroatische provincie Dubrovnik-Neretva. De plaats telt 143 inwoners (2001).